# Heinrich Achenbach (Politiker)
Heinrich Achenbach (* 2. Juni 1881 in Niederdieten; † 3. Juli 1966) war ein deutscher Politiker (CDU) und Abgeordneter des Hessischen Landtags.

## Ausbildung und Beruf
Nach der Volksschule und einer Maurerlehre arbeitete Heinrich Achenbach als Polier im Rheinland und in Westfalen. 1913 bis 1922 war er Sekretär des Christlichen Bauarbeiterverbandes. 1914 bis 1918 leistete er seinen Kriegsdienst. 1922 bis 1932 war er Geschäftsführer der Bauproduktionsgenossenschaft Siegen. Nach der Machtübernahme der Nazis und Gleichschaltung der Gewerkschaften war er wieder im alten Beruf tätig.

## Politik
Heinrich Achenbach wurde 1945 Mitglied der CDU und war Kreisvorsitzender der CDU im Landkreis Biedenkopf.
Ab 1946 war er Mitglied des Kreistages und dort Vorsitzender der CDU-Fraktion.
Vom 15. Juli 1946 bis zum 30. November 1946 war er Mitglied der Verfassungsberatenden Versammlung Groß-Hessen und vom 1. Dezember 1946 bis zum 30. November 1950 Mitglied des Hessischen Landtags.

## Ehrungen
- 1953: Verdienstkreuz am Bande der Bundesrepublik Deutschland